# Samuel White
Samuel White (Harrington, 1770. december – Wilmington, 1809. november 4.) az Amerikai Egyesült Államok szenátora (Delaware, 1801–1809).